# پل جی. بلیزر
پل جی. بلیزر (انگلیسی: Paul G. Blazer) (زاده ۱۹ سپتامبر ۱۸۹۰ - درگذشته ۹ دسامبر ۱۹۶۶) کارآفرین، بازرگان، و صنعت‌گر آمریکایی بود، که در سال ۱۹۲۴ شرکت نفت آشلند را تأسیس نمود.